# Хедлунд, Ханна
Ханна Хедлунд (швед. Hanna Hedlund; род. 24 января 1975 в Болльнес, Швеция) — шведская певица. Её сестра, Лина Хедлунд, тоже певица.

## Карьера
Хедлунд организовала конкурс вокалистов The Singing Bee на канале TV3. В сентябре 2025 года в стокгольмском Chinateatern планируется вторая постановка мюзикла «Joyride the Musical», основанного на песнях группы Roxette. В этом мюзикле Хедлунд исполнит роль Мередит.

### Участие в Melodifestivalen
Ханна принимала участие в Melodifestivalen 2000, исполнив там свою песню «Anropar försvunnen», и заняла 8 место. Также она участвовала в Melodifestivalen 2002 со своей сестрой Линой с песней «Big Time Party» и заняла 9 место.

### Судейство на конкурсах
Ханна была судьёй в шоу Talang 2007, которое является шведской версией Got Talent Великобритании; шведское шоу транслировалось на канале TV4, помимо неё в роли судей были Берт Карлсон и Тобби Блым.